# John Derbyshire (Schwimmer)
John Henry „Rob“ Derbyshire (* 29. November 1878 in Manchester; † 30. Juli 1938 in Baslow) war ein britischer Schwimmer und Wasserballspieler.

## Karriere
Derbyshire gewann zwischen 1898 und 1904 insgesamt zehn Einzelwettkämpfe der Amateur Swimming Association in England, darunter sechs Siege bei 100-Yards-Freistilwettkämpfen. Im Jahr 1907 war er der erste Brite, der diese Distanz in weniger als einer Minute schwamm. Lange Zeit wurde angenommen, dass er an den Olympischen Spielen 1900 in Paris teilnahm und im Wasserball eine Goldmedaille gewann – neuere Quellen listen ihn allerdings nicht mehr als Teilnehmer. Bei den Olympischen Zwischenspielen 1906 in Athen nahm er mit der 4 × 250-m-Freistilstaffel teil und gewann die Bronzemedaille. Mit der 4 × 200-m-Freistilstaffel holte er zwei Jahre später bei den nächsten regulären Spielen in London die Goldmedaille. Er nahm noch einmal 1912 in Stockholm am 100-m-Freistilwettbewerb teil, konnte aber nicht das Finale erreichen.
Derbyshire arbeitete hauptberuflich als Bademeister.